# Hochstadt (Pfalz)
Hochstadt település Németországban, Rajna-vidék-Pfalz tartományban. Lakosainak száma 2708 fő (2023. december 31.).

## Népesség
A település népességének változása:
| Lakosok száma | 2126 | 2456 | 2477 | 2623 | 2671 | 2708 |
|               | 1975 | 2017 | 2019 | 2021 | 2022 | 2023 |